# Diploglossidae
Los diploglósidos (Diploglossidae) son una familia de lagartos nativos del Neotrópico.  La familia agrupa a tres géneros que se distribuyen en América Central, el Caribe y América del Sur.

## Taxonomía
El grupo se consideraba anteriormente una subfamilia de la familia Anguidae. 
Actualmente se reconocen los siguientes géneros:
- Celestus Gray, 1839
- Diploglossus Wiegmann, 1834
- Ophiodes Wagler, 1828